# Perillosament units
Perillosament units (títol original: Wedlock) és una pel·lícula estatunidenca dirigida per Lewis Teague, estrenada l'any 1991. Ha estat doblada al català.

## Argument
En un futur pròxim, Frank Warren, un lladre de caixes-fortes, és interrogat després d'un cop fracassat i es traït pels seus dos còmplices. De seguida és empresonat i amb un vestit tot ridícul que desanima els presoners desitjosos d'evadir-se. El sistema funciona per binomis. Cadascú està connectat electrònicament a un altre membre de la presó sense que ningú sàpiga qui està connectat amb qui. Després de circumstàncies incongruents, Warren arriba a trobar el seu binomi i s'evadeixen junts.

## Repartiment
- Rutger Hauer: Frank Warren
- Mimi Rogers: Tracy Riggs
- James Remar: Sam
- Joan Chen: Noelle
- Stephen Tobolowsky: Warden Holliday
- Basil Wallace: Emeraude
- Gran L. Bush: Jasper
- Denis Forest: Puce
- Glenn Plummer: Teal
- Preston Maybank: Michael Travis
- Danny Trejo: El presoner dur

## Nominacions
- Primetime Emmy Awards 1992
- Primetime Emmy 	Outstanding Individual Achievement in Sound Editing for a Miniseries or a Special
- Dave Weathers (editor supervisor de so)
- Anthony Mazzei (editor supervisor de so)
- Joe Earle (editor de so)
- Frank A. Fuller Jr. (editor de so)
- Brian Thomas Nist (editor de so)
- John Voss Bonds Jr. (editor de so)
- Peter Bergren (editor de so)
- John Haeny (editor de so)
- Matt Sawelson (editor de so)
- Adam Sawelson (editor de so)
- James Hebenstreit (editor de so)
- Gary Lewis (editor de so)
- Ralph Osborn (editor de so)
- H. Jay Levine (editor de so)
- Albert Edmund Lord III (editor de so)
- Richard Whitfield (editor musical)
- Carlton Kaller (editor musical)